# Míla Mellanová
Míla Mellanová, vlastním jménem Miloslava Mrázková (23. srpna 1899 Praha – 23. března 1964 Praha), byla česká herečka, režisérka, divadelní ředitelka a překladatelka. Věnovala se především tvorbě pro děti a mládež.

## Rodina a divadelní začátky
Pocházela z rodiny lékaře Vojtěcha Mrázka, ředitele lázní Letiny. Od dětství se zajímala o divadlo, účinkovala v amatérských souborech. Herectví studovala soukromě u Marie Hübnerové v letech 1918–1921, režii u Jana Bora (1922–1923). Počátkem 20. let působila ve Vzdělávacím sboru vyšehradském, po roce 1926 v souboru Scéna dobrých autorů a v roce 1931 se stala režisérkou v divadle Uranie. Později působila až do roku 1935 ve Švandově divadle.

## Pražské dětské divadlo

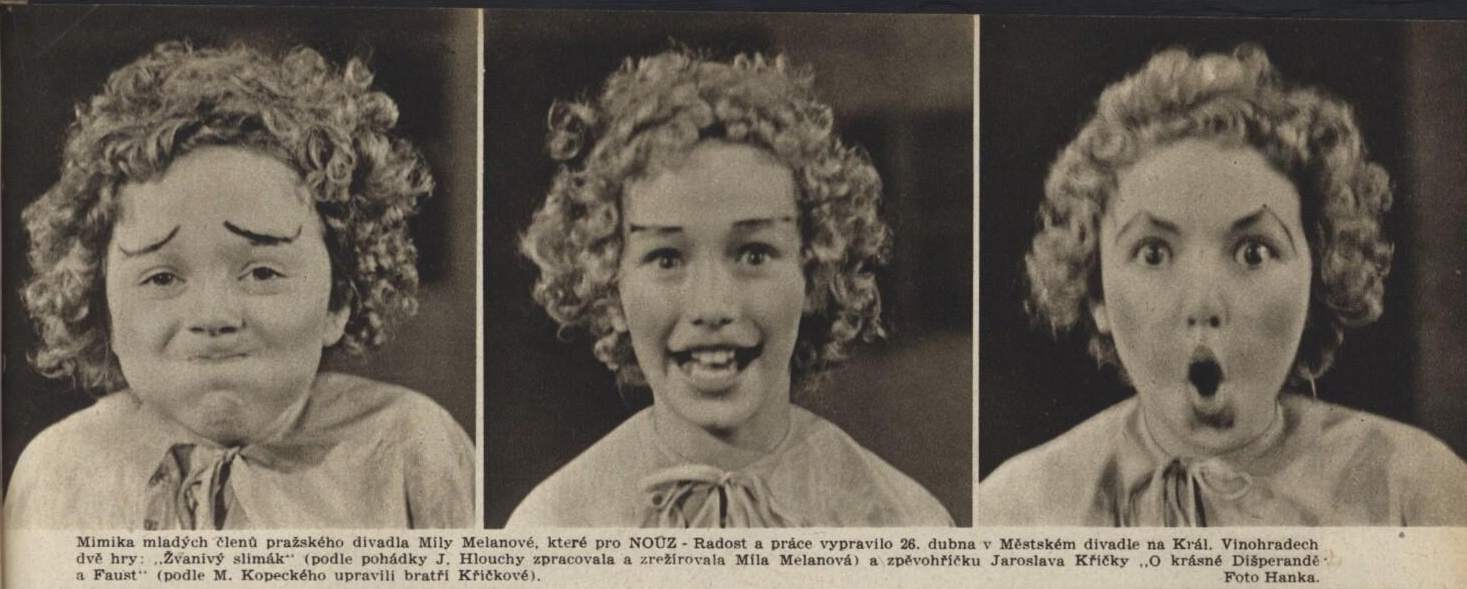
Dětští herci v režii Míly Mellanové, foto Hanka, 1943

V roce 1935 založila Pražské dětské divadlo (Míla Mellanová a skupina) , kde byla ředitelkou a režisérkou až do roku 1945. Jednalo se o první profesionální dětské divadlo, založené podle vzoru Moskevského divadla pro děti Natalie Iljičny Sacové. Divadlo zahájilo činnost dne 2. října 1935 v Novém divadle ve Stýblově pasáži na Václavském náměstí (pozdější sál divadla Semafor). Toto divadlo mnoho let také sama financovala.
Mellanová sestavila umělecký soubor, kde působili nebo spolupracovali mj. režisér Antonín Kurš, choreografky Niké Honcová, Jožka Šaršeová a Nina Jirsíková, skladatelé Jan Seidel a Václav Trojan, výtvarníci Jan Nušl, Ondřej Sekora, Josef Wenig, Zdeněk Adler. Ve skupině Mellanové se vystřídali např. herci Karel Richter, Rudolf Hrušínský, Antonín Jedlička, Vladimír Salač, Zdeněk Řehoř a Karel Pech.
Za války Mellanová se souborem vyjížděla i na zájezdy po Čechách a Moravě a snažila se udržet český repertoár. V divadle zaměstnala po uzavření Burianova D41 a po zániku divadla Větrník i několik bývalých členů jejich souborů, např. Václava Vaňátka, který dříve vedl d41 (divadlo dětí a mládeže při Burianově D41), z Větrníku pak Vlastimila Brodského, Zdeňka Míku a Stellu Zázvorkovou. Od roku 1943 vedla Mellanová v divadle tzv. Pokusný soubor mládeže, kde připravovala mladé lidi mezi patnácti a osmnácti lety pro práci v divadle. V roce 1944 bylo divadlo přezváno na Pražské divadlo pro mládež.

## Činnost po roce 1945
V letech 1945–1949 byla v Pražském divadle pro mládež uměleckou vedoucí a současně i režírovala. V roce 1949 bylo divadlo přejmenováno na Městské divadlo pro mládež (resp. Divadlo pro děti a mládež), Mellanová zde pracovala dále jako režisérka a dramaturgyně. Divadlo po válce působilo v divadle Akropolis, později ve Dlouhé třídě, v budově pozdějšího Divadla Jiřího Wolkera.
V roce 1951 ji ustanovil Josef Skupa dramaturgyní Divadla S+H (Divadlo Spejbla a Hurvínka) a v této funkci působila až do roku 1960. V letech 1961–1963 byla režisérkou a zástupkyní ředitele divadla Sluníčko.
V letech 1949–1952 pohostinsky režírovala i ve Vesnické divadle.
Překládala pohádky z ruštiny a němčiny, hry pro děti také sama psala (např. pro loutkové divadlo). Pro divadelní hru Jaroslava Foglara Tábor ve Sluneční zátoce, kterou Foglar na její žádost vytvořil pro Pražské dětské divadlo, sama napsala text písně „Dobrou chuť“. Příležitostně od roku 1926 vystupovala v menších rolích ve filmu, mnoho let také spolupracovala s rozhlasem. Od roku 1953 externě vyučovala na loutkářské katedře DAMU.
Jejím manželem byl pražský právník Jaroslav Mellan. Je pochována spolu s manželem na Vyšehradském hřbitově v Praze.

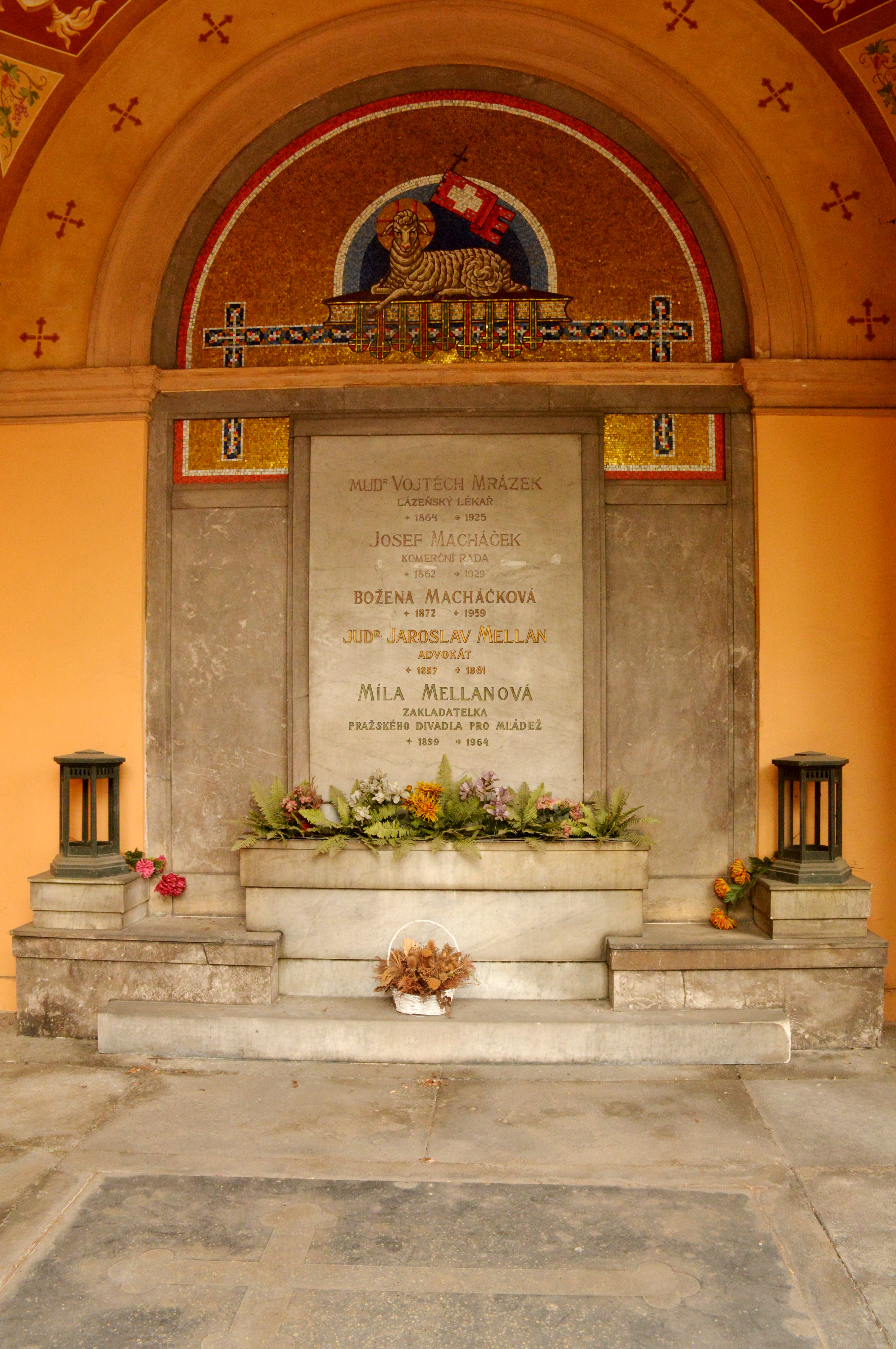
Hrobka na Vyšehradském hřbitově v Praze

## Citát
Pražské divadlo pro mládež, to byl vlastně známý soubor Míly Mellanové, která se divadlu pro děti a mládež soustavně věnovala už od třicátých let. Byla v tomto směru opravdová průkopnice. 
František Kovářík

## Divadelní režie, výběr
- 1929 Molière: Trampoty zamilovaných, Scéna dobrých autorů
- 1929 Václav Štech: Třetí zvonění, Scéna dobrých autorů
- 1930 G. de Porto Riche: Zamilovaná, Scéna dobrých autorů
- 1935 Lily Weberová-Wehleová: Franta a Míťa letí o cenu, Pražské dětské divadlo
- 1936 František Langer: Bratrstvo bílého klíče, Pražské dětské divadlo
- 1936 N. I. Sacová, S. G. Rozanov: Černoušek a opička, Pražské dětské divadlo
- 1937 B. Sílová: Kouzelník Bury-Mury, Pražské dětské divadlo
- 1937 M. J. Pinčevský: Ptačí mládě, Pražské dětské divadlo
- 1938 J. K. Tyl: Jiříkovo vidění, Pražské dětské divadlo
- 1940 B. V. Zon (dle Cervantese): Don Quijote, Pražské dětské divadlo
- 1940 Jaroslav Foglar: Tábor ve Sluneční zátoce, Pražské dětské divadlo (na scéně Komorního divadla)
- 1942 F. Forster: Malý Muk, Pražské dětské divadlo
- 1943 G. Raeder, A. Heyduk: Aladin a kouzelná lampa, Pražské dětské divadlo
- 1943 J. Křička: Dětské zpěvohříčky, Pražské dětské divadlo
- 1943 J. Hloucha: Žvanivý slimák, Pražské dětské divadlo
- 1944 M. Kopecký, J. Křička: Doktor Faust, Pražské divadlo pro mládež
- 1944 H. Stuchlý: Fialový mstitel, Pražské divadlo pro mládež
- 1949 M. Bor: Noc v Hlubokém, Vesnické divadlo (j. h.)
- 1949 M. Stehlík: Mordová rokle, Vesnické divadlo (j. h.)
- 1950 L. Rachmanov: Neklidné stáří, Vesnické divadlo (j. h.)
- 1950 J. Skalka: Kozí mléko, Vesnické divadlo (j. h.)
- 1951 A. Arbuzov: Šest zamilovaných, Vesnické divadlo (j. h.)
- 1952 A. N. Ostrovskij: Nemá kocour pořád posvícení, Vesnické divadlo (j. h.)
- 1956 E. Krásnohorská: Medvěd a víla, Divadlo Jiřího Wolkera (j. h.)

## Filmografie, výběr
- 1926 Řina, služebná Tonka, režie J. S. Kolár
- 1937 Naši furianti, Buškova žena, režie Vladislav Vančura a Václav Kubásek
- 1938 Neporažená armáda, děvče ze střelnice, režie Jan Bor

## Překlady, výběr
- 1937 M. J. Pinčevský: Ptačí mládě (překlad spolu s J.Hiršalem)
- 1941 R. A. Stemmle: Honzík Pára
- 1952 E. Černjak: Mour Kocourovič
- 1956 E. Borisovová: Tajemství zlatého klíčku

## Literární dílo, výběr
- 1941 Džin, příběhy psa a jeho kamarádů, vyd. Českomoravský kompas
- 1949 Karolina Světlá: Několik záběrů ze života české spisovatelky a bojovnice (v edici Hrajeme, zpíváme, tančíme – Svazek 9), vyd. Umění lidu (spoluautorství s Věrou Mazlovou)
- 1952 Šedesát let národního umělce Josefa Skupy, vyd. Osvěta (sborník – uspořádala Míla Mellanová)
- 1952 Pohádky dálného Východu, vyd.České divadelní a literární jednatelství

## Ze vzpomínek spolupracovníků Míly Mellanové
Jaroslav Foglar
- Bylo to několik dnů před odjezdem na loňský tábor, když u mne v redakci zabrnčel telefon a ozval se hlas paní Mellanové, která se mne ptala, zda bych nechtěl napsat pro Pražské dětské divadlo nějakou skautskou divadelní hru. Heklo ve mně jako ve starých špindlovkách, protože divadelní hru pro "vopraudický divadlo" a k tomu ještě pro takovou scénu, jako je P. D. D., to jsem ještě nikdy nedělal...Paní Mellanová byla v srpnu velmi překvapena, když jsem hru předložil (Ani ne tak tou hrou, jako tím, že jsem vůbec něco na tom táboře napsal – že ano – a teď přinesl.)...A když pak paní Mellanová vyjádřila ještě předpoklad, že hru budou hrát naši hoši z Dvojky, aby šel nácvik aspoň trošku snadněji, přišla práce ještě další – vybrat hochy z oddílu pro úlohy, prosit je, všelijak zaklínat, nadávat, slibovat atd. Ale v září už rádio vesele hlásilo do světa, že se připravuje na scéně P. D. D. junácká hra Tábor ve Slunečním údolí (správně mělo být ve Sluneční zátoce) a v říjnu už začaly čtené zkoušky. [12]